# Guerra civile ottomana (1509-1513)
La guerra civile ottomana del 1509-1513 fu una guerra di successione scoppiata nell'Impero ottomano nel 1509 e perdurata sino al 1513, durante il regno di Bayezid II, tra i due figli del sultano Ahmed e Selim.
Nel 1509, Ahmed, il maggiore dei due pretendenti al trono, vinse una battaglia contro i turchi Karaman ed i loro alleati safavidi nell'Asia Minore e marciò quindi su Costantinopoli per celebrarvi un trionfo ufficiale. Temendo per la propria sicurezza, Selim organizzò una rivolta in Tracia ma venne sconfitto da Bayezid e costretto a rifugiarsi in Crimea (1511). A questo punto, Bayezid II si rese conto di temere che Ahmed potesse rivoltarglisi contro tornando nella capitale, uccidendolo e prendendo per sé il trono. Egli pertanto impedì a suo figlio di entrare a Costantinopoli.
Selim ritornò dalla Crimea e, col supporto dei giannizzeri, sconfisse ed uccise Ahmed. Bayezid II abdicò quindi al trono il 25 aprile 1512, partendo quindi per l'esilio nella nativa Demotica, ma morì durante il viaggio e venne sepolto in seguito nella moschea di Bayezid a Costantinopoli. I disordini entro i confini dell'Impero ottomano vennero placati solo nel 1513.